# Enyu Valchev
Enyu Valchev (né le 4 janvier 1936 à Polski Gradec dans l'oblast de Stara Zagora et mort le 15 février 2014) est un lutteur bulgare spécialiste de la lutte libre. Il représente son pays lors de trois éditions des Jeux olympiques (1960, 1964, 1968). Il remporte trois médailles lors des trois éditions.

## Palmarès

### Jeux olympiques
- Jeux olympiques de 1960 à Rome,  Italie
  -  Médaille de bronze

- Jeux olympiques de 1964 à Tokyo,  Japon
  -  Médaille d'or

- Jeux olympiques de 1968 à Mexico,  Mexique
  -  Médaille d'argent